# Lutróforo

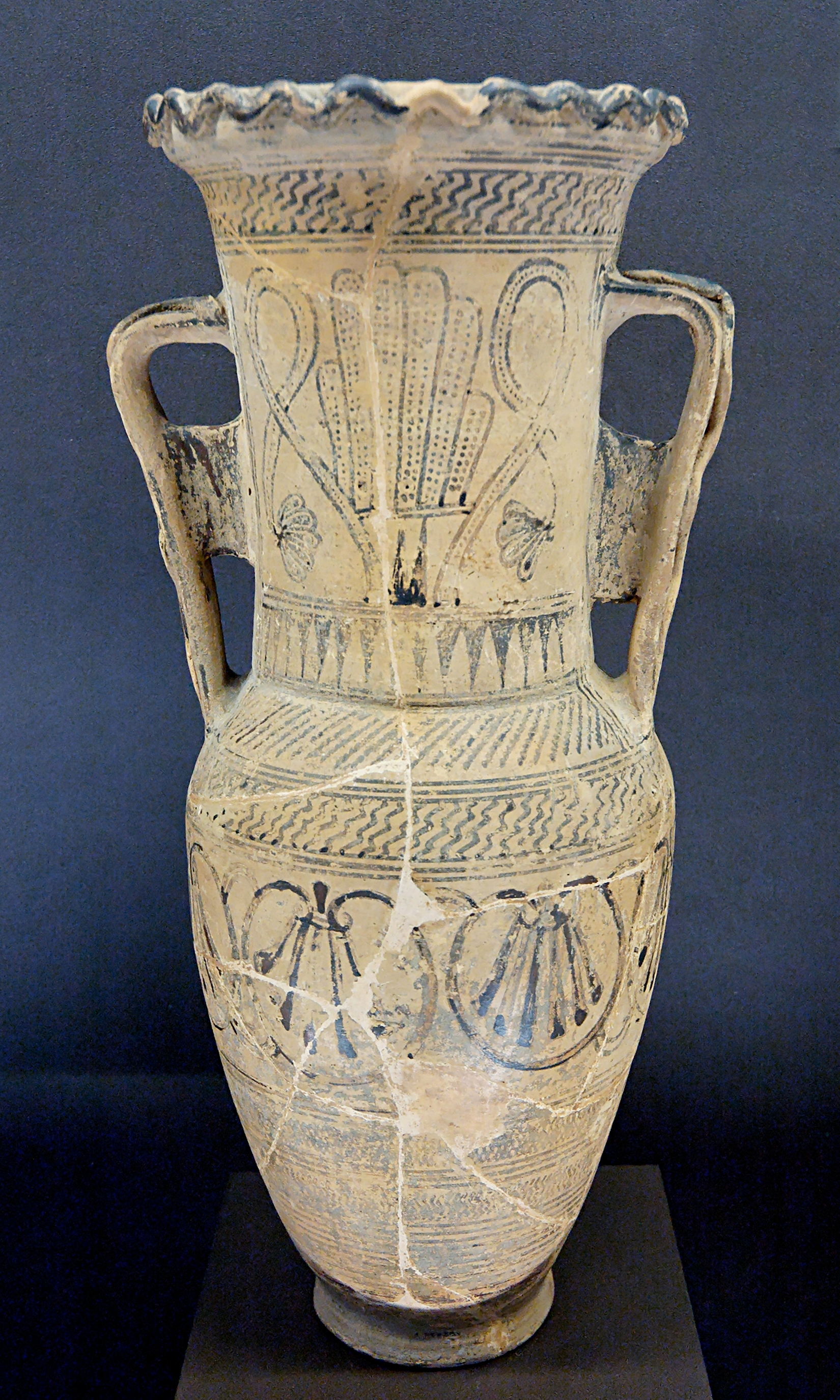
Lutróforo proto-ático (c.) à mostra no Louvre.

Lutróforo (em grego: λουτροφόρος; romaniz.: loutrophóros; literalmente "portar [a água d]o banho") era o vaso de cerâmica com corpo alongado, gargalo amplo e um par de asas usado na cerimônia de casamento e nos ritos funerários da Grécia Antiga.
Dos vasos associados ao casamento, o lutróforo é o mais antigo e conhecido pelo menos desde o final do século VIII a.C. em Atenas. No dia anterior ao enlace nupcial ou na manhã do casamento, as amigas da noiva recolhiam água no lutróforo para proceder ao seu banho. Além de sua evidente função higiênica, o banho significava a ruptura com a vida anterior e também um rito de fertilidade, tal como a água ao fertilizar o solo. A pintura do vaso exibia cenas de matrimônio e muitos até retratavam a procissão que levava o lutróforo à casa da noiva.
O lutróforo também era erigido sobre a tumba de mulheres solteiras, presumivelmente para compensar a oportunidade perdida de se casar em vida. Nesse caso o vaso não tinha fundo, pois a libação vertida sobre ele deveria alcançar o morto no submundo. Devido às mudanças de formato, o vaso terracota ficou restrito aos casamentos e o modelo funerário passou a ser entalhado no mármore como relevo.